# Barry Hoban
Barry Hoban (Wakefield, 5 de febrero de 1940-19 de abril de 2025) fue un ciclista inglés, profesional entre 1964 y 1981, cuyos mayores éxitos deportivos los logró en el Tour de Francia donde obtuvo ocho victorias de etapa, y en la Vuelta a España donde lograría dos triunfos de etapa.

## Palmarés
| 1964 - 2 etapas de la Vuelta a España - 1 etapa en la Midi Libre 1966 - Gran Premio de Frankfurt - Premio de Oostkamp 1967 - 1 etapa del Tour de Francia - Premio de Callace - Premio de Château-Chinon 1968 - 1 etapa del Tour de Francia 1969 - 2 etapas del Tour de Francia - 1 etapa de los Cuatro Días de Dunkerque - Premio de Cleethorpes 1970 - Gran Premio de Vaux - Trofeo de Manx - Premio de Woodstock - 1 etapa de los Cuatro Días de Dunkerque | 1971 - G. P. de Fourmies - 1 etapa de los Cuatro Días de Dunkerque 1973 - 2 etapas del Tour de Francia 1974 - Gante-Wevelgem - París-Bourges - Premio de Meaux - 1 etapa del Tour de Francia más clasificación de los esprints intermedios - 2 etapas de la Midi Libre - 1 etapa del Tour d'Indre-et-Loire - 1 etapa del Tour de l'Aude 1975 - 1 etapa del Tour de Francia 1978 - 1 etapa de los Cuatro Días de Dunkerque 1979 - Londres-Bradford - 2.º en el Campeonato de Reino Unido en Ruta 1980 - Gran Premio de Mánchester |

### Resultados en el Tour de Francia
- 1964. 65.º de la clasificación general
- 1967. 62.º de la clasificación general y 1 etapa
- 1968. 33.º de la clasificación general y 1 etapa
- 1969. 67.º de la clasificación general y 2 etapas
- 1970. Abandonó en la 6.ª etapa
- 1971. 41.º de la clasificación general
- 1972. 70.º de la clasificación general
- 1973. 43.º de la clasificación general y 2 etapas
- 1974. 37.º de la clasificación general y 1 etapa
- 1975. 68.º de la clasificación general y 1 etapa
- 1977. 41.º de la clasificación general
- 1978. 65.º de la clasificación general

### Resultados en la Vuelta a España
- 1964. 29.º de la clasificación general y 2 etapas
- 1965. 47.º de la clasificación general